# Hydrocotyle sagasteguii
Hydrocotyle sagasteguii là một loài thực vật có hoa trong Họ Cuồng. Loài này được Constance & M.O. Dillon mô tả khoa học đầu tiên năm 1990.